# Marco Weymans
Marco Weymans, né le 9 juillet 1997 à Edegem en Belgique, est un footballeur international burundais, d'origine belge, qui joue au poste de défenseur au Beerschot VA.

## Biographie

### En club
Né à Edegem en Belgique, Marco Weymans est notamment formé par le Beerschot AC, le PSV Eindhoven avant de poursuivre sa formation à Cardiff City. En janvier 2018, il s'engage à l'AFC Tubize, où il signe un contrat de deux ans.
Il signe ensuite avec l'Östersunds FK en janvier 2019, club évoluant alors en Allsvenskan. Peu souvent titulaire, il quitte le club suédois après deux saisons.
En juin 2022, il rejoint le Beerschot VA pour deux ans. Il fait ses débuts avec le club le 13 août 2022, contre le SK Beveren, lors d'une victoire 1-0,. Le 19 mars 2023, il inscrit son premier but en championnat lors d'une défaite 2-1 contre le Club NXT. Il prolonge son contrat au Beerschot en juin 2024 avec un contrat courant jusqu'en 2026,.

### En sélections nationales
Marco Weymans est né en Belgique d'un père belge et d'une mère burundaise. Il représente la Belgique dans les catégories de jeunes.
Il fait ses débuts en équipe du Burundi lors des éliminatoires de la Coupe d'Afrique des nations 2021 contre la Mauritanie le 11 novembre 2020.

## Statistiques

### En club
| Saison                | Club                  | Championnat           | Championnat | Championnat | Championnat | Coupe(s) nationale(s) | Coupe(s) nationale(s) | Coupe(s) nationale(s) | Autres compétitions | Autres compétitions | Autres compétitions | Autres compétitions | Total | Total | Total |
| Saison                | Club                  | Division              | M.          | B.          | P.d.        | M.                    | B.                    | P.d.                  | Comp.               | M.                  | B.                  | P.d.                | M.    | B.    | P.d.  |
| 2017-2018             | AFC Tubize            | Division 1B           | 20          | 2           | 0           | 2                     | 0                     | 0                     | PO3                 | 4                   | 0                   | 1                   | 26    | 2     | 1     |
| 2018-2019             | AFC Tubize            | Division 1B           | 15          | 1           | 0           | 1                     | 0                     | 0                     | PO3                 | -                   | -                   | -                   | 16    | 1     | 0     |
| Sous-total            | Sous-total            | Sous-total            | 35          | 3           | 0           | 3                     | 0                     | 0                     | -                   | 4                   | 0                   | 1                   | 42    | 3     | 1     |
| 2019                  | Östersunds FK         | Allsvenskan           | 14          | 0           | 0           | -                     | -                     | -                     | -                   | -                   | -                   | -                   | 14    | 0     | 0     |
| 2020                  | Östersunds FK         | Allsvenskan           | 12          | 0           | 1           | 4                     | 0                     | 0                     | -                   | -                   | -                   | -                   | 16    | 0     | 1     |
| 2021                  | Östersunds FK         | Allsvenskan           | 13          | 1           | 1           | 3                     | 0                     | 0                     | -                   | -                   | -                   | -                   | 16    | 1     | 1     |
| Sous-total            | Sous-total            | Sous-total            | 39          | 1           | 2           | 7                     | 0                     | 0                     | -                   | -                   | -                   | -                   | 46    | 1     | 2     |
| 2022-2023             | Beerschot VA          | Division 1B           | 15          | 0           | 2           | 1                     | 0                     | 0                     | PO                  | 7                   | 1                   | 2                   | 23    | 1     | 4     |
| 2023-2024             | Beerschot VA          | Division 1B           | 22          | 2           | 1           | 2                     | 0                     | 0                     | -                   | -                   | -                   | -                   | 24    | 2     | 1     |
| 2024-2025             | Beerschot VA          | Division 1A           | 21          | 1           | 1           | 2                     | 0                     | 0                     | PO3                 | 4                   | 0                   | 0                   | 27    | 1     | 1     |
| 2025-2026             | Beerschot VA          | Division 1B           | 2           | 0           | 0           | -                     | -                     | -                     | -                   | -                   | -                   | -                   | 2     | 0     | 0     |
| Sous-total            | Sous-total            | Sous-total            | 60          | 3           | 4           | 5                     | 0                     | 0                     | -                   | 11                  | 1                   | 2                   | 76    | 4     | 6     |
| Total sur la carrière | Total sur la carrière | Total sur la carrière | 134         | 7           | 6           | 15                    | 0                     | 0                     | -                   | 15                  | 1                   | 3                   | 164   | 8     | 9     |

### En sélections nationales
| Saison                | Sélection             | Phases finales        | Phases finales | Phases finales | Phases finales | Éliminatoires CDM | Éliminatoires CDM | Éliminatoires CDM | Éliminatoires CAN | Éliminatoires CAN | Éliminatoires CAN | Matchs amicaux | Matchs amicaux | Matchs amicaux | Total | Total | Total |
| Saison                | Sélection             | Compétition           | M              | B              | Pd             | M                 | B                 | Pd                | M                 | B                 | Pd                | M              | B              | Pd             | M     | B     | Pd    |
| --------------------- | --------------------- | --------------------- | -------------- | -------------- | -------------- | ----------------- | ----------------- | ----------------- | ----------------- | ----------------- | ----------------- | -------------- | -------------- | -------------- | ----- | ----- | ----- |
| 2020-2021             | Burundi               | -                     | -              | -              | -              | -                 | -                 | -                 | 4                 | 0                 | 1                 | -              | -              | -              | 4     | 0     | 1     |
| 2021-2022             | Burundi               | -                     | -              | -              | -              | -                 | -                 | -                 | 2                 | 0                 | 0                 | 3              | 0              | 0              | 5     | 0     | 0     |
| 2023-2024             | Burundi               | -                     | -              | -              | -              | 0                 | 0                 | 0                 | -                 | -                 | -                 | 1              | 0              | 0              | 1     | 0     | 0     |
| 2024-2025             | Burundi               | -                     | -              | -              | -              | 2                 | 0                 | 1                 | -                 | -                 | -                 | -              | -              | -              | 2     | 0     | 1     |
| Total sur la carrière | Total sur la carrière | Total sur la carrière | -              | -              | -              | 2                 | 0                 | 1                 | 6                 | 0                 | 1                 | 4              | 0              | 0              | 12    | 0     | 2     |

### Matchs internationaux
| Matchs internationaux de Marco Weymans, | Matchs internationaux de Marco Weymans, | Matchs internationaux de Marco Weymans,                      | Matchs internationaux de Marco Weymans, | Matchs internationaux de Marco Weymans, | Matchs internationaux de Marco Weymans, | Matchs internationaux de Marco Weymans, | Matchs internationaux de Marco Weymans,                                  |
| #                                       | Date                                    | Lieu                                                         | Adversaire                              | Résultat                                | Compétition                             | Club                                    | Notes                                                                    |
| --------------------------------------- | --------------------------------------- | ------------------------------------------------------------ | --------------------------------------- | --------------------------------------- | --------------------------------------- | --------------------------------------- | ------------------------------------------------------------------------ |
| 1                                       | 11 novembre 2020                        | Stade Cheikha Ould Boïdiya, Nouakchott, Mauritanie           | Mauritanie                              | N 1 - 1                                 | Éliminatoires de la CAN 2021            | Östersunds FK                           | Titulaire.                                                               |
| 2                                       | 15 novembre 2020                        | Stade Intwari, Bujumbura, Burundi                            | Mauritanie                              | V 3 - 1                                 | Éliminatoires de la CAN 2021            | Östersunds FK                           | Titulaire.                                                               |
| 3                                       | 26 mars 2021                            | Stade Intwari, Bujumbura, Burundi                            | Centrafrique                            | N 2 - 2                                 | Éliminatoires de la CAN 2021            | Östersunds FK                           | Titulaire.                                                               |
| 4                                       | 30 mars 2021                            | Complexe sportif Moulay-Abdallah, Rabat, Maroc               | Maroc                                   | D 0 - 1                                 | Éliminatoires de la CAN 2021            | Östersunds FK                           | Titulaire, écope d'un carton jaune à la 68e minute de jeu.               |
| 5                                       | 13 novembre 2021                        | Complexe sportif Arslan Zeki Demirci (en), Manavgat, Turquie | Birmanie                                | V 2 - 1                                 | Match amical                            | Östersunds FK                           | Titulaire.                                                               |
| 6                                       | 26 mars 2022                            | Stade Al Muharraq (en), Arad (en), Bahreïn                   | Bahreïn                                 | D 0 - 1                                 | Match amical                            | Sans club                               | Titulaire.                                                               |
| 7                                       | 29 mars 2022                            | Complexe sportif Mardan, Aksu, Turquie                       | Liberia                                 | V 2 - 1                                 | Match amical                            | Sans club                               | Titulaire.                                                               |
| 8                                       | 4 juin 2022                             | Orlando Stadium, Johannesbourg, Afrique du Sud               | Namibie                                 | N 1 - 1                                 | Éliminatoires de la CAN 2023            | Sans club                               | Titulaire.                                                               |
| 9                                       | 8 juin 2022                             | Stade Benjamin Mkapa, Dar es Salam, Tanzanie                 | Cameroun                                | D 0 - 1                                 | Éliminatoires de la CAN 2023            | Sans club                               | Titulaire, remplacé par Mohamed Amissi (en) à la 46e minute de jeu.      |
| 10                                      | 25 mars 2023                            | Stade Patriot Candrabhaga (en), Bekasi, Indonésie            | Indonésie                               | D 1 - 3                                 | Match amical                            | Beerschot VA                            | Titulaire, remplacé par Jospin Nshimirimana (en) à la 46e minute de jeu. |
| 11                                      | 21 mars 2025                            | Stade d'honneur de Meknès, Meknès, Maroc                     | Côte d'Ivoire                           | D 0 - 1                                 | Éliminatoires de la Coupe du monde 2026 | Beerschot VA                            | Titulaire.                                                               |
| 12                                      | 25 mars 2025                            | Stade d'honneur de Meknès, Meknès, Maroc                     | Seychelles                              | V 5 - 0                                 | Éliminatoires de la Coupe du monde 2026 | Beerschot VA                            | Titulaire.                                                               |

## Palmarès

### En club
|  |  | Beerschot VA - Championnat de Belgique de deuxième division (1) : - Champion : 2024 |